# آن إي. ويبر
آن إي. ويبر (بالإنجليزية: Ann E. Weber)‏ هي كيميائية أمريكية، ولدت في القرن العشرين.